# Вжещевиці-Нові
Вжещевіці-Нові (пол. Wrzeszczewice Nowe) — село в Польщі, у гміні Ласьк Ласького повіту Лодзинського воєводства.
Населення — 55 осіб (2011).
У 1975-1998 роках село належало до Серадзького воєводства.

## Демографія
Демографічна структура станом на 31 березня 2011 року:
|          | Загалом | Допрацездатний вік | Працездатний вік | Постпрацездатний вік |
| -------- | ------- | ------------------ | ---------------- | -------------------- |
| Чоловіки | 26      | 2                  | 19               | 5                    |
| Жінки    | 29      | 4                  | 15               | 10                   |
| Разом    | 55      | 6                  | 34               | 15                   |